# Denhartogia hartogi
Denhartogia hartogi är en korallart som beskrevs av Ocaña och van Ofwegen 2003. Denhartogia hartogi ingår i släktet Denhartogia och familjen Clavulariidae. Inga underarter finns listade i Catalogue of Life.